# Hans-Waldmann-Denkmal

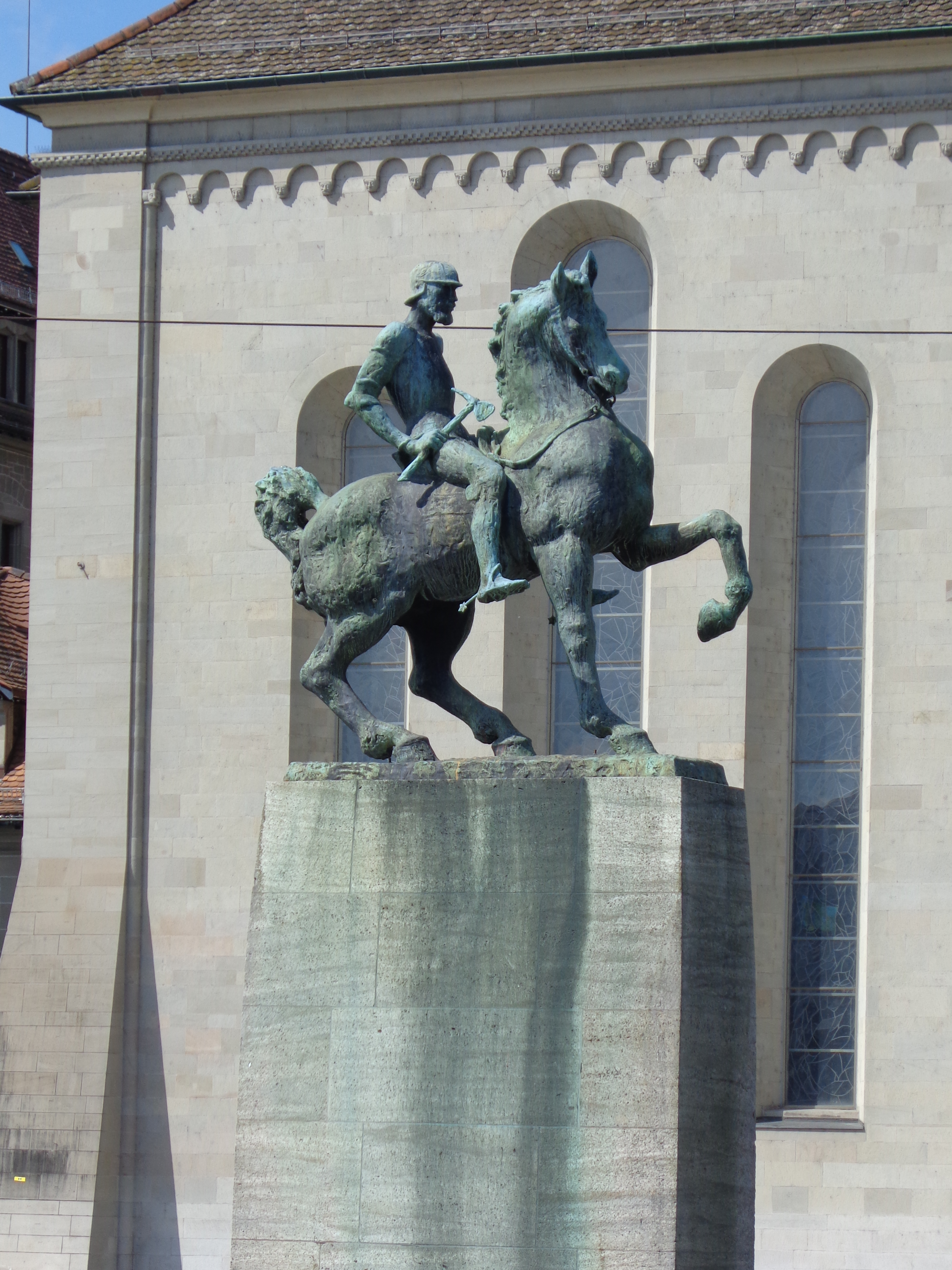
Das Hans-Waldmann-Denkmal

Das Hans-Waldmann-Denkmal ist ein 1937 eingeweihtes Reiterstandbild an der Münsterbrücke in Zürich. Es ist dem Gedenken an den umstrittenen Bürgermeister und Feldherrn Hans Waldmann (1435–1489) gewidmet. Die Bronzeplastik stammt von Hermann Haller. Die Projektierung unter der Ägide der Zunft zum Kämbel zog sich über 50 Jahre hin und war von heftigen Kontroversen begleitet.

## Geschichte

### Erstes Projekt
Die Idee, Waldmann mit einem Denkmal zu ehren, wurde erstmals am 31. August 1885, am Festbankett des Knabenschiessens, von Felix Weidmann geäussert. Das Vorhaben wurde sogleich in diversen Schweizer Zeitungen kolportiert. Am Knabenschiessen des Folgejahrs 1886 wurde unter viel Beifall konkretisiert, das Denkmal solle an Waldmanns 400. Todestag, dem 6. April 1889, enthüllt werden. Man wollte so die als ungerecht empfundene Hinrichtung Waldmanns wiedergutmachen. Anlässlich des Sechseläutens am 18. April 1887 rief Gerold Vogel von der Zunft zum Kämbel, der Waldmann angehört hatte, eine Denkmalkommission und einen Denkmalfonds ins Leben. Ein anonymer Spender hatte bereits 1000 Franken beigesteuert.
In der Folge beauftragte die Kommission den Bildhauer Karl Alfred Lanz, ein Modell zu entwerfen, das im Juni 1888 im Börsensaal ausgestellt wurde. Es zeigte Waldmann als Heerführer in der Schlacht bei Murten «in voller Waffenrüstung, im Harnisch auf seinem Schlachtross». Der Künstler orientierte sich dabei an Andrea del Verrocchios berühmtem Reiterstandbild des Bartolomeo Colleoni in Venedig. Die Statue sollte auf ein mit den Wappen der Alten Orte geschmücktes Postament zu stehen kommen. Das öffentliche Interesse an einem Denkmal war trotz diesen Bemühungen zu gering, um auch nur annähernd genügend Spendengelder einzunehmen.
1889 beging Zürich Waldmanns 400. Todestag mit einem grossen Volksfest. Dies geschah nicht am Tag seiner Hinrichtung, welchen das Festkomitee ein zu düsterer Anlass dünkte, sondern am 22. Juni, dem Tag der Schlacht bei Murten. Gleichzeitig eröffnete eine Waldmann-Ausstellung und wurden mehrere Schriften zu Waldmann veröffentlicht, womit «das Verständnis für […] die Bedeutung dieser hervorragenden Erscheinung in der Geschichte Zürich’s» gefördert werden sollte. Ein Waldmann-Denkmal lag bei alledem in weiter Ferne. Gerold Vogel wies in einer Rede aber unbeirrt darauf hin, «dass die heutige Feier nur die Bedeutung eines Vorspieles für den früher oder später sich einstellenden Tag der Enthüllung eines Waldmanndenkmales habe».
Im Februar 1890 hielt der renommierte Historiker Gerold Meyer von Knonau im Zürcher Rathaus einen vielbeachteten Vortrag, in dem er einem Waldmann-Denkmal die Berechtigung absprach:

«Trotz der unleugbaren Grösse und trotz den Verdiensten, die Waldmann um Zürich sich erworben, kann er nicht eines Denkmals würdig erachtet werden. Mit ihm beginnt für Zürich eine Epoche, die in der sittlichen Entwicklung der Stadt keine Ehrenstelle einnimmt. Es ist die Zeit der Pensionen, der Gnadenketten, des Buhlens mit der fremden Macht. Erst Zwingli hat Zürich aus diesem Unwesen wieder herausgerissen […]. Wie unpassend wäre es nun, zu gleicher Zeit dem Schöpfer und dem Bekämpfer jenes Unwesens neben einander ein Denkmal zu errichten!»

Die Zunft zum Kämbel gab sich noch nicht geschlagen und veranstaltete in einem vorerst letzten verzweifelten Versuch 1892 eine weitere Spendenaktion unter ihren Mitgliedern, die den Fonds auf 7'435 Franken anwachsen liess, was aber immer noch viel zu wenig war.
Karl Alfred Lanz modifizierte indessen seinen Waldmann-Denkmal-Entwurf zum Entwurf für das Bubenberg-Denkmal in Bern. Die Neue Zürcher Zeitung spottete, schon damals habe er einfach del Verrocchios Colleoni «einen anderen Kopf» aufgesetzt und «ihm einen Bart ins Gesicht» geklebt. Da das Waldmann-Denkmal nun «wegen augenblicklichen Geldmangels nicht zustande kam», habe er einfach ein weiteres Mal den Kopf ausgetauscht.
1907 bemühte sich Richard Kissling beim Sechseläutenkomitee aus Eigeninitiative um den Auftrag für ein Waldmann-Denkmal. 1910 zeigte er sein Modell bei der Eröffnungsausstellung des Kunsthauses. Es wurde allerdings nie realisiert. Ansonsten wurde es ruhig um das Waldmann-Denkmal.

### «Waldmannstreit» 1912
Den vorläufigen Todesstoss versetzte dem Denkmalprojekt Ernst Gagliardis minutiöse historische Arbeit Hans Waldmann und die Eidgenossenschaft des 15. Jahrhunderts, die 1911 erschien und endgültig mit dem Waldmann-Mythos aufräumte. Im Mai 1912 beschloss das Denkmalkomitee seine Auflösung, weil «neuere Forschungen über das Privatleben Waldmanns gewissermassen dessen Unwürdigkeit für eine solche Ehrung ergeben hätten». Die bereits gesammelten Gelder sollten dem Stadtrat «als Fonds für historische Denkmäler» übergeben werden. Angeblich soll der Fonds etwa 20'000 Franken enthalten haben.
Das Scheitern und insbesondere die Erklärung sorgten in weiten Kreisen der Schweizer Bevölkerung für Empörung. Das Intelligenzblatt für die Stadt Bern räsonierte etwa: «Es wäre interessant zu vernehmen, wie viele der heute auf Sockel stehenden Stein- und Bronzemänner fallen müssten, wenn man in jeden Winkel ihres Privatlebens hineinleuchten wollte!», die Zürcherische Freitagszeitung meinte: «Waldmann ist zum guten Teil wegen seines Privatlebens gestürzt und hingerichtet worden; Zürich hätte seinem Waldmann eine abermalige moralische Hinrichtung nach 400 Jahren ersparen dürfen», und in Leserbriefen der Neuen Zürcher Zeitung warf man Gagliardi «unglaubliche Philisterhaftigkeit, wie sie nur in Zürich möglich sei», «aristokratische Bosheit», «Rachsucht gegen den Sohn des Volkes» und antinationale Gesinnung vor. Der Historiker Wilhelm Oechsli wiederum verteidigte Gagliardi in einem programmatischen Essay, der am 4. Juni 1912 in der Neuen Zürcher Zeitung erschien. Über die ganze Empörung sagte er:

«Und warum dies alles? Weil das Bild, das sich den Fachleuten auf Grund gewissenhafter Forschung ergibt, mit der Idealfigur nicht stimmen will, die sich jene Herren aus alten Schulbüchern, Gedichten, Sechseläutenumzügen und Zunftreden zusammenphantasiert haben. Dass der Historiker, wenn er anders ein Geschichtsforscher und kein Geschichtsfälscher sein will, gar keine Wahl hat, seine Figuren so oder anders zu gestalten, dass es für ihn einfach ein Müssen ist, der Wirklichkeit nachzugehen und sie ohne Schminke und Aufputz so zu geben, wie er sie nach bestem Wissen und Bemühen gefunden hat, das scheint diesen Herren gar nicht zu Sinn zu kommen.»

### Zweites Projekt
Am 7. März 1925 nahm der Kämbel-Zunftmeister Albert Rosenberger das Denkmalprojekt wieder auf, als er vor den Zünften eine Rede hielt, in der er Waldmann ausführlich verteidigte. Er schloss mit dem Aufruf, ihm endlich ein Denkmal zu stiften:

«Zürich hat vor und nach Waldmann viele grosse, wackere Männer gehabt, aber keinen, der sich so für die Stadt einsetzte, der im Kriege wie im Frieden so gleich ausgezeichnet war, der das gefallene Zürich so hoch erhob, der sein Zürich mehr liebte als unser Waldmann. Um so mehr ist es endlich unsere Pflicht, das an ihm begangene Unrecht zu bekennen und seinem Leben und seinen Taten unseren Dank und unsere Anerkennung zu zollen, indem wir dem grossen Bürgermeister im Mittelpunkt seines heiss geliebten Zürich zum Gedenken für alle Zeiten ein ragendes ehernes Denkmal errichten.»

Das Denkmalkomitee konstituierte sich 1927 neu. Präsidiert wurde es bis zu dessen Tod von Albert Rosenberger. Des Weiteren gehörten ihm unter anderem der Mäzen Martin Bodmer, der Stadtbaumeister Hermann Herter, der Direktor des Landesmuseums Hans Lehmann und der Bauingenieur Robert Thomann an. Im März 1927 verlautbarte es, dass ihm bereits ein Modell für ein Reiterstandbild mit Waldmann vorliege. Als Standort des Denkmals ausersah es die Münsterbrücke. Die Kosten taxierte es auf etwa 200'000 Franken, je zur Hälfte für das Postament und die Plastik. Im Oktober wandte sich das Komitee an den noch skeptischen Stadtrat, der die Kosten für das Postament übernehmen sollte. Ausserdem setzte es sich mit dem Bildhauer Hermann Haller in Verbindung. 1928 wurde der Sozialdemokrat Emil Klöti Stadtpräsident, was dem Projekt förderlich war. Die Sozialdemokraten hatten bereits in den 1880er Jahren ein Waldmann-Denkmal unterstützt, zumal sie in Waldmann aufgrund seiner einfachen Herkunft einen der Ihren, einen «Mann des Volkes» sahen und das Denkmal des bürgerlichen Alfred Escher damit konterkarieren wollten. Ferner stilisierten sie ihn zum Revolutionär.
Unter Klötis Führung genehmigte der Stadtrat das Projekt im April 1929, bedingte sich jedoch ein Mitspracherecht bei der Gestaltung aus. Auf einen öffentlichen Wettbewerb wurde verzichtet und die Ausführung direkt an Haller übertragen.

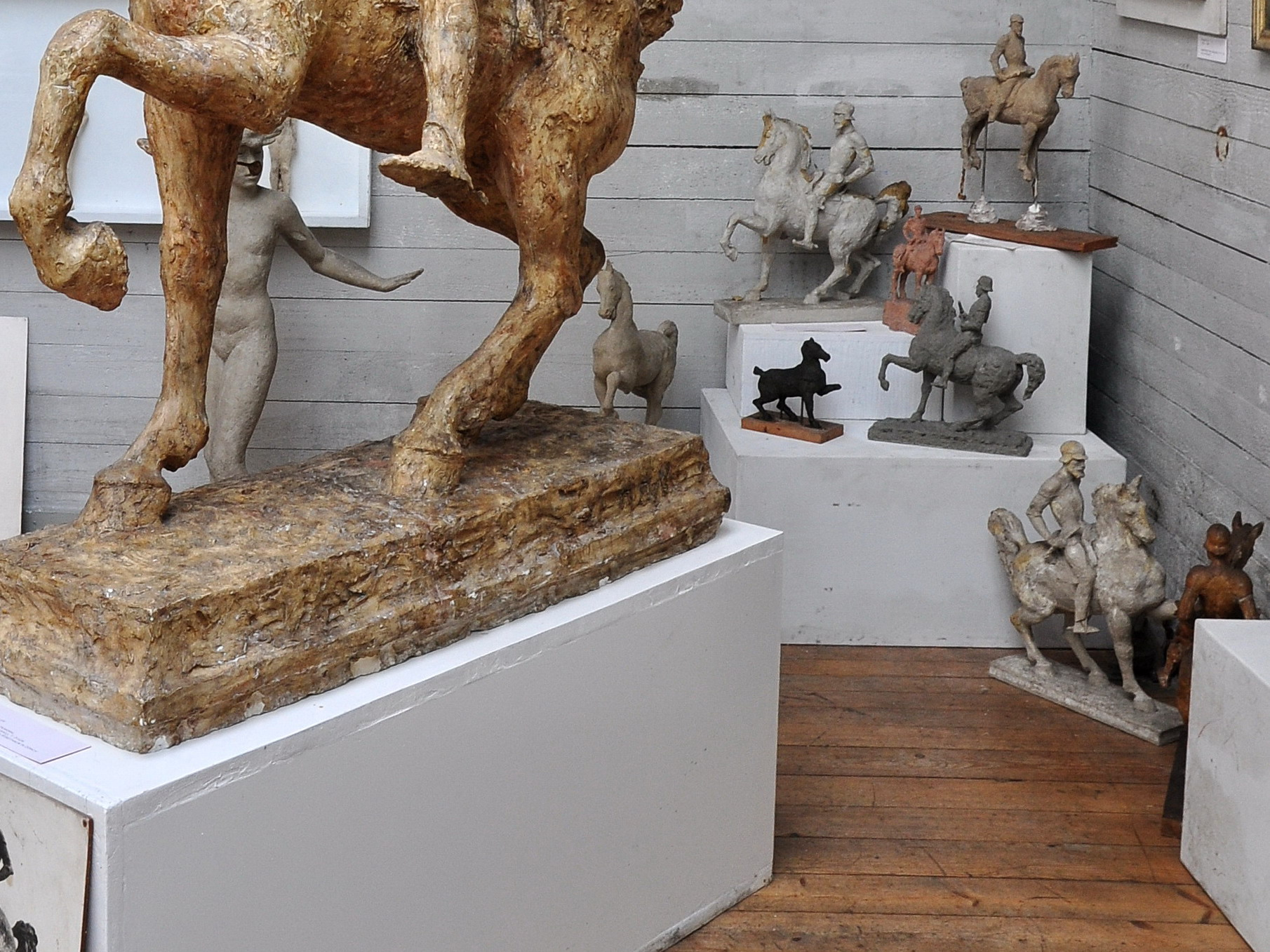
Studien zum Waldmann-Denkmal im Atelier Hermann Haller in Zürich-Seefeld

Am 2. April 1930 wandte sich das Komitee mit einem Spendenaufruf an die Öffentlichkeit. Es benötigte 100'000 Franken für die Statue. Sogleich formierte sich wieder heftiger Widerstand gegen das Denkmal. Das Komitee und der Stadtrat setzten die Realisierung gleichwohl relativ speditiv fort. Im Februar 1932 genehmigte der Stadtrat Hallers abgeänderten Entwurf. 1933 wurde der finale Vertrag mit Haller unterzeichnet. Im August 1933 wurde ein Gipsmodell des Denkmals erstmals im Kunsthaus ausgestellt und fand in den Medien ein grundsätzlich positives Echo. Die Neuen Zürcher Nachrichten urteilten etwa:

«Man darf jetzt schon sagen, dass Hermann Haller hier ein ganz hervorragendes Werk geschaffen hat. Der Gegensatz zwischen dem wuchtigen Körper des Pferdes und der schlanken, durch die nur angedeutete Rüstung nicht beeinträchtigten Gestalt des Reiters wirkt ungemein eindringlich. Das Bildwerk hat einen stolzen, aber keineswegs pathetischen Ausdruck; es ist bis in alle Einzelheiten mit vollendeter Kunst durchgebildet.»

Das Legat einer «Fräulein Reiser» übernahm 50'000 Franken für die Statue. Trotzdem war die Opposition mittlerweile derart angewachsen, dass der Stadtrat 1934 zwischenzeitlich erwog, seine Zustimmung wieder zurückzuziehen. Im Juli 1935 wurde ein Modell in Naturgrösse am beabsichtigten Standort ausgestellt. Man hatte zu diesem Zweck einen provisorischen Sockel errichtet. Der Zwist fand nun seinen Höhepunkt. Die kommunistische Organisation Freie Jugend Zürich etwa veranstaltete eine Protestversammlung im Volkshaus gegen das Denkmal für den «Korruptions-Millionär, Faschisten und Landesverräter Hans Waldmann», der sich im 15. Jahrhundert so benommen habe, «wie sich heute Göring benimmt». Im Juni 1936 bewilligte der Stadtrat endgültig die Finanzierung des Sockels, und der Aufstellung stand nun nichts mehr im Wege.
Ausschlaggebend für das Gelingen war auch die Geistige Landesverteidigung. Angesichts der Bedrohung durch totalitäre Ideologien, insbesondere in NS-Deutschland und im faschistischen Italien, idealisierte man Waldmann in der Schweiz als Verteidiger des Vaterlandes in Krisenzeiten.

### Bauarbeiten
Die Statue wurde im Januar 1937 in der Kunstgiesserei Mario Pastori in Genf gegossen. Pastori soll dafür die Bronze eines italienischen U-Boots verwendet haben. Am 22. Januar begannen die Bauarbeiten des Postaments. Die Ufermauer zur Limmat musste dafür versetzt werden. Am 26. Januar fand die Grundsteinlegung statt. Anwesend waren unter anderem die Bauarbeiter, das Denkmalkomitee, der Schöpfer der Statue Hermann Haller und die Stadträte Erwin Stirnemann und Joachim Hefti (beide FDP). In den Sockel wurde eine Zeitkapsel eingebaut, die unter anderem Gagliardis Waldmann-Bände enthielt. Am 23. März kam das Denkmal in Zürich an und wurde unter den neugierigen Blicken der Passanten platziert.

### Einweihung
Die Einweihung fand am 6. April 1937 um 11 Uhr statt und lockte etwa 10'000 Schaulustige an. Für die Reden wurden Lautsprecher verwendet. Gemäss der Neuen Zürcher Zeitung verlief die Feier «in schönster Harmonie». Ihr ging ein Weiheakt an Waldmanns Grab im Fraumünster voran. Eröffnet wurde sie dann von der Stadtmusik Zürich, die Carl Maria von Webers Jubel-Ouvertüre spielte, und den Männerchören Zürich, «Harmonie» und Aussersihl, die gemeinsam Hermann Suters Landeshymne sangen. Der Kämbel-Zunftmeister Otto Brunner hielt eine Rede, in der er auch des verstorbenen Initianten Rosenberger gedachte. Um 11:30 Uhr wurde das Denkmal unter den Klängen des eigens für den Anlass von Gian Battista Mantegazzi komponierten Marschs «Hans Waldmann» enthüllt. Brunner überreichte dem Stadtpräsidenten Klöti die Schenkungsurkunde, in der pathetisch von der «Sühne eines an Zürichs grösstem Bürgermeister begangenen Verbrechens» und der «Rehabilitierung des glorreichen Feldherrn und Staatsmannes» die Rede war. Klöti hielt ebenfalls eine Ansprache. Zum Schluss sangen die drei Chöre Wilhelm Baumgartners An mein Vaterland, und die Stadtmusik spielte Mantegazzis Marsch «Bellinzona».

### Weitere Geschichte
Die Kontroversen rissen auch nach der Errichtung nie ganz ab. 2016 rief etwa die linke Zeitung WOZ dazu auf, das Denkmal zu «stürzen».
Während des Corona-Lockdowns im Frühling 2020 sprayte Harald Naegeli eine Totentanz-Figur auf den Sockel des Waldmann-Denkmals. Das Graffito wurde im September 2020 von Unbekannten wieder entfernt.

## Beschreibung
Die monumentale Bronzeplastik ist 3,25 Meter hoch, 3,35 Meter lang und 1,10 Meter tief. Gemäss einem zeitgenössischen Bericht wiegt sie 2,6 Tonnen. Das Postament misst 4,80 Meter und hat einen quadratischen Grundriss von 2,80 auf 2,80 Metern. Es enthält die Inschrift: «BÜRGERMEISTER / HANS / WALDMANN / FELDHERR U. / STAATSMANN / † 1489».